# Premio UEFA al Mejor Jugador en Europa 2017
El Premio UEFA al Mejor Jugador en Europa 2017 es un galardón que se otorgó por la Unión de Asociaciones de Fútbol Europea (UEFA) al mejor futbolista europeo de la temporada 2016-17. La distinción le fue entregada al ganador, Cristiano Ronaldo, en la ciudad de Mónaco, Francia, el 24 de agosto de 2017. 

## Palmarés
Entre los diez seleccionados a optar a finalistas, el Real Madrid C. F. fue el club más representado con cuatro jugadores, seguido por los dos de la Juventus F. C. y el resto de otros cuatro equipos.

### Finalistas
| Posición | Futbolista        | Club              | Votos |
| -------- | ----------------- | ----------------- | ----- |
| 1.ª      | Cristiano Ronaldo | Real Madrid C. F. | 482   |
| 2.ª      | Lionel Messi      | F. C. Barcelona   | 141   |
| 3.ª      | Gianluigi Buffon  | Juventus F. C.    | 109   |

### Preseleccionados
Los tres finalistas salieron de un total de diez jugadores que finalizaron clasificados según los puntos obtenidos en las votaciones.
| Posición | Futbolista         | Club                    | Puntos |
| -------- | ------------------ | ----------------------- | ------ |
| 4.ª      | Luka Modrić        | Real Madrid C. F.       | 29     |
| 5.ª      | Toni Kroos         | Real Madrid C. F.       | 25     |
| 6.ª      | Paulo Dybala       | Juventus F. C.          | 19     |
| 7.ª      | Sergio Ramos       | Real Madrid C. F.       | 9      |
| 8.ª      | Kylian Mbappé      | A. S. Monaco F. C.      | 6      |
| 9.ª      | Robert Lewandowski | F. C. Bayern de Múnich  | 5      |
| 10.ª     | Zlatan Ibrahimović | Manchester United F. C. | 2      |

| Predecesor: 2016 | Premio al Mejor Jugador de Europa de la UEFA 2017 | Sucesor: 2018 |